# 超级兔子
超级兔子是一款主要功能为维护和清理系统的免费软件，由超级兔子团队开发，创始人蔡旋，适用于 Windows XP/2003/Vista/2008/7 操作系统。软件最初只有简体中文版，后為满足港台用户需要而增設了繁體中文版本。

## 历史
蔡旋於 1998 年開發超级兔子，並於 2009 年創立超級兔子公司，成为其创建人。

## 各版本区别

### 标准版
包括 9 个软件，分别是：清理王、魔法盾、升级天使、驱动天使、魔法设置、修复专家、反弹天使、上网精灵、系统检测。

### 专业版
在标准版基础上，另外带有：桌面秀、进程管理器、虚拟磁盘加速器、内存整理、系统备份、壁纸天使、快速关机、虚拟桌面，并且带网卡驱动。

### 免安装版
直接运行、免安装。包括标准版 9 个软件，并带有网卡驱动。

### 繁體版
包括以下多個軟件，分別是︰硬體天使、升級天使、驅動天使、IE 守護天使、魔法盾。

## 功能簡介

### 硬體天使
是一款能檢測硬體效能的工具軟件，支援市面上千多種（3400+）主機板，過百款（360+）顯示卡，以及支援對硬碟/串口/USB一類即插即用設備的檢測。

### 升級天使
提供類似微軟視窗更新一樣的功能，但可以讓用戶從建議清單中自由選擇，可按使用需要而選擇不安裝某個指定的更新，另外此軟件的內建資訊列會按時更新，列出「值得安裝」的免費軟件資訊，並讓用戶於軟件的界面「一按下載」。

### 驅動天使
自動檢測電腦配置，經掃描後會列出電腦不同組件的最新驅動程式建議，用戶同樣可以「一按下載」。

### IE守護天使
針對微軟 Internet Explorer 瀏覽器的軟體，可防禦木馬病毒攻擊，過濾惡意網址以及阻檔廣告視窗等。

### 魔法盾建
基於 Host Intrusion Prevent System 的智能型防護軟件，即使病毒已經入侵而電腦還未連線到病毒資料庫更新病毒定義，也能智能監控電腦的不當操作。

## 批評
多個網上討論區甚至其官方論壇都有網友指出，超級兔子的穩定性並不良好，常有網民投訴使用過超級兔子後穩定性變得更差，甚至不能進入視窗。而旗下的木馬清理王廣告所述的「可查殺過百萬木馬」亦無證明其資料庫的虛實。另外亦有使用者指出使用該軟件必須將 Internet Explorer 瀏覽器的首頁設定為其官網網址根本就和流氓軟件無異，而強行要求用戶安裝工作列亦為人所咎病。

## 与迅雷的官司纠纷
超级兔子曾推出去除广告版的迅雷软件，并在其软件中加入清除迅雷历史记录的功能，导致迅雷认定其“侵权”，两者对簿公堂。超级兔子于一审败诉。二审于 2009 年 1 月 13 日开庭。 6 月 10 日，二审维持原判，超级兔子被判赔偿 8 万元人民幣并道歉，至此两方的法律纠纷告一段落。